# راچیانژ
راچیانژ (به لهستانی:  Raciąż) یک منطقهٔ مسکونی در لهستان است که در شهرستان پوونگسک واقع شده‌است. راچیانژ ۳٫۸۲ کیلومتر مربع مساحت و ۴٬۷۵۲ نفر جمعیت دارد.